# 高锦辉
高锦辉（葡萄牙語：Kou Kam Fai，1964年—），男，汉族，澳门人，中华人民共和国澳門特別行政區政治人物。现任澳门立法会第七屆行政長官委任议员，澳门培正中学校长。第十四届全国政协委员。